# Ba Jin
Li Yaotang (Chinês: 李尧棠, Zi: 芾甘, Feigan) (Chengdu, 25 de novembro de 1904 - 17 de outubro de 2005) é considerado um dos mais importantes e lidos escritores chineses do século XX. Simpático a filosofia anarquista escreveu sob o pseudônimo Ba Jin (巴金, também Pa Chin) inspirado nos anarquistas russos, Bakunin e Kropotkin. Suas primeiras obras datam de meados de 1920
Adotou o pseudônimo Ba Jin enquanto estudava em Paris, na década de 1920. Um dos mais eminentes escritores modernos da China, a obra de Ba Jin inclui romances, ensaios e traduções. Os romances Extinção; Família; Sala Quatro: um Romance da Época da Guerra na China; Jardim do Prazer e Noites Frias tornaram-se best-sellers mundiais. Ele escreveu também uma crítica à Revolução Cultural, intitulada Pensamentos Casuais. Com o início da Revolução Cultural em 1966, ele sofreu uma dura perseguição, antes de ser, enfim, reabilitado, em 1977. Foi vice-presidente da Federação Literária e de Círculos Artísticos da China e presidente da Associação dos Escritores Chineses. Era amigo de escritores de vários países, e escreveu muitas obras de promoção da paz e da amizade e de oposição à guerra.